# Guvernoratul Jenin
Guvernoratul Jenin (Arabă: محافظة جنين) este unul dintre guvernoratele Autorității Naționale Palestiniene, aflat în nordul Cisiordaniei. Capitala acestuia este orașul Jenin.
Conform recensământului din 2007 realizat de Biroul Central Palestinian de Statistică, guvernoratul avea o populație de 256,619 locuitori care trăiesc în 47,437 de locuințe. 100,701 (sau 39%) erau locuitori cu vârsta sub 15 ani, iar 80,263 erau identificați ca refugiați. Populația guvernoratului a crescut semnificativ de la ultimul recensământ din 1997, când aici locuiau doar 195,074 locuitori.
Jenin este singurul guvernorat din Cisiordania unde Autoritatea Palestiniană își exercită cel mai mult puterea. El este guvernat de Qadoura Mousa.

## Localități

### Orașe
- Jenin (include și tabăra Jenin)
- Qabatiya

- Aja
- Araba
- Burkin
- Dahiyat Sabah al-Khei
- Deir Abu Da'if
- Jaba
- Kafr Dan
- Kafr Rai
- Meithalun
- Silat al-Harithiya
- Silat ad-Dhahr
- Yabad
- al-Yamun
- Zababdeh

### Sate
Această listă conține localitățile din guvernoratul Jenin care au o populație de peste 1,000 locuitori.
| - 'Anin - Anzah - Araqah - Arranah - al-Attara - Barta'a ash-Sharqiyah - Bir al-Basha - Deir Ghazaleh - Fahma - Fandaqumiya - Faqqua - Jalamah - Jalbun - Jalqamus - Kufeirit | - Mirka - Misilyah - al-Mughayyir - Nazlet Zeid - Rummanah - Sanur - ash-Shuhada - Sir - at-Tayba - Ti'inik - Tura al-Gharbiya - Umm ar-Rihan - Umm at-Tut - Zububa |  |